# Ary Barroso
Ary Evangelista Barroso, conocido como Ary Barroso (Ubá, Minas Gerais, 7 de noviembre de 1903-Río de Janeiro, 9 de febrero de 1964), fue un compositor, pianista, comentarista de fútbol y anfitrión de espectáculos en radio y televisión. Fue uno de los compositores de Brasil más exitosos de la primera mitad del siglo XX. Es recordado principalmente por haber compuesto la popular canción Aquarela do Brasil, que popularizaron artistas como Carmen Miranda o Frank Sinatra.
Ary Barroso fue el compositor más influyente de la era pre bossa nova de Brasil. Las canciones de Barroso fueron grabadas por una gran cantidad de artistas tales como Carmen Miranda y João Gilberto. Su composición Aquarela do Brasil (1939), más conocida como Brasil, fue presentada en la película de animación de Disney Saludos amigos (1942), convirtiéndose en una de las melodías más populares de todos los tiempos.
Murió en el año 1964 víctima de cirrosis hepática a causa del alcoholismo.

## Premios y distinciones
Premios Óscar
| Año  | Categoría              | Canción          | Película | Resultado |
| ---- | ---------------------- | ---------------- | -------- | --------- |
| 1945 | Mejor canción original | «Rio de Janeiro» | Brazil   | Nominado  |